# Rallye de la Coupe du Monde

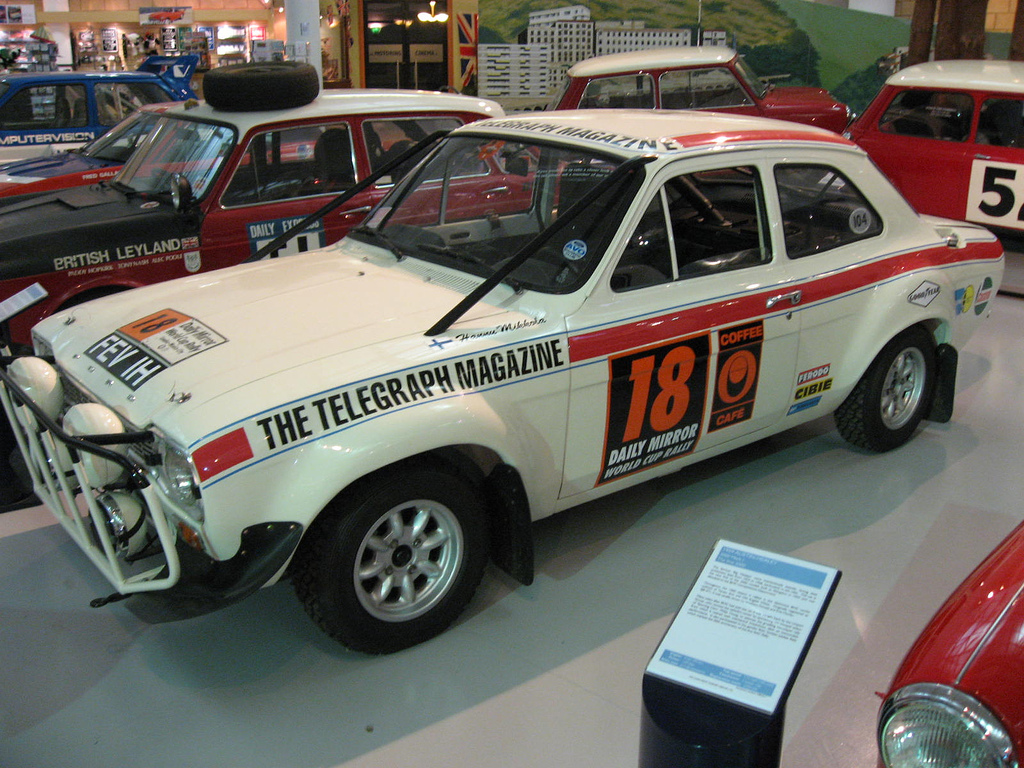
La Ford Escort de Hannu Mikkola, vainqueur en 1970.

Le Rallye de la Coupe du monde est un rallye-raid organisé sporadiquement, l'année du déroulement de la phase finale de la Coupe du monde de la FIFA.

## Historique
En 1968 fut organisée une course précurseur des rallye-raids modernes, le Rallye-marathon Londres-Sydney (remporté par Andrew Cowan devant Paddy Hopkirk). Le succès anglophone de cette compétition inspira Wylton Dickson pour les éditions 1970 et 1974 de l'épreuve, le but étant d'atteindre depuis Londres la capitale du pays organisateur de la coupe du monde de football. Le principal sponsor des épreuves de 1968 et 1970 est le même : The Daily Telegraph (tant anglais qu'australien).

## 1reorganisation: 1970

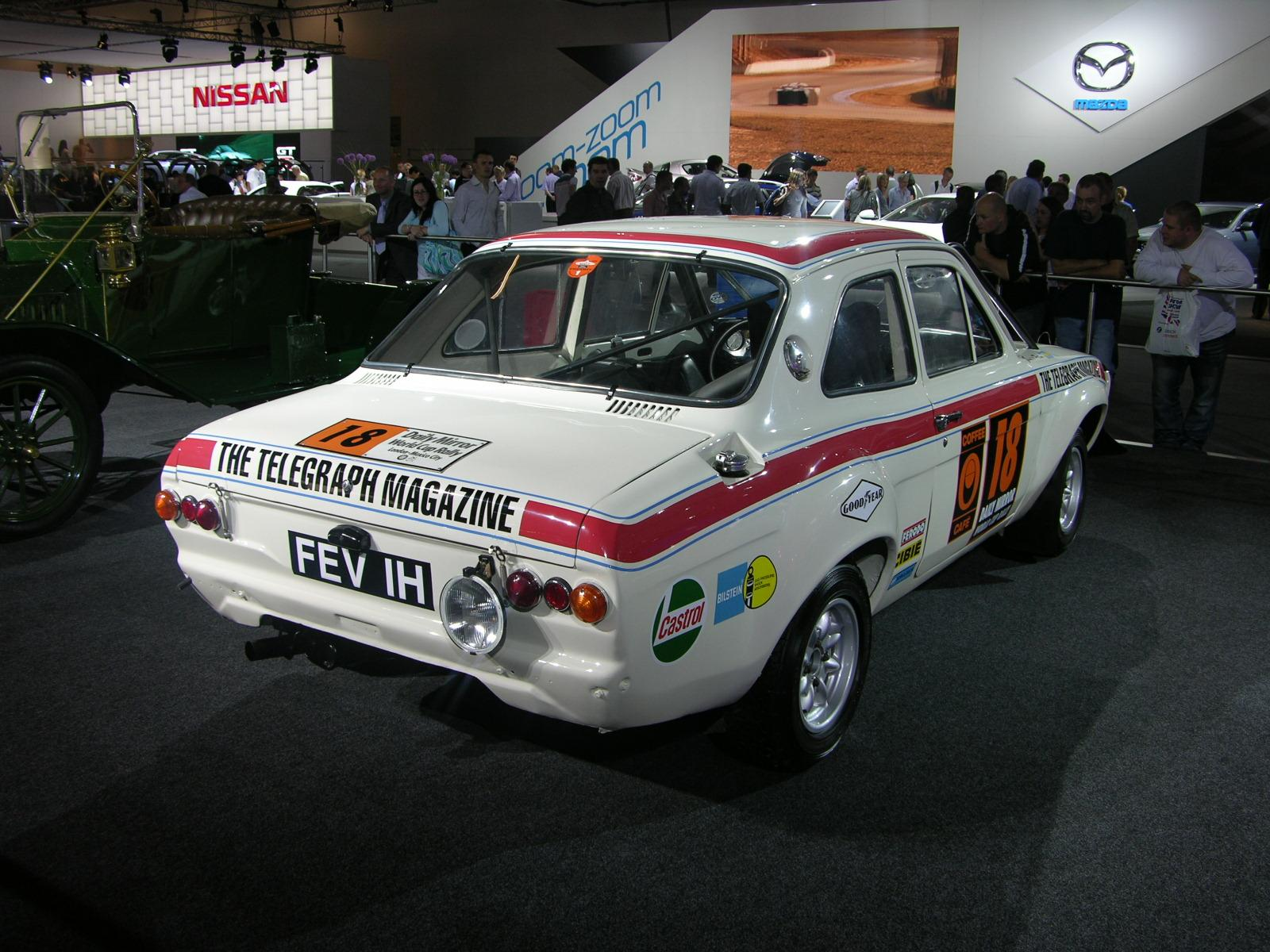
La Ford Escort Mexico prototype de H.Mikkola (basée sur la RS1600), vue sous un autre angle.

Le Rallye de la Coupe du monde Londres-Mexico (en) prit le départ du stade de Wembley le 19 avril 1970 et se termina le 27 mai à Mexico, après un parcours de 25 750 km à travers l'Europe et l'Amérique du Sud (20 pays traversés, plus de 100 participants pour 23 arrivants). Il fut le plus médiatisé, et celui au plateau d'engagements le plus relevé. L'évènement donna lieu à un rallye commémoratif en 2010, le WCR40.
| Classement | Pilote(s) / copilote(s)                           | Voiture            | Temps de pénalités |
| ---------- | ------------------------------------------------- | ------------------ | ------------------ |
| 1          | Hannu Mikkola / Gunnar Palm                       | Ford Escort 1850GT | 9 h 7 min          |
| 2          | Brian Culcheth / Johnstone Syer                   | Triumph 2.5PI      | 10 h 25 min        |
| 3          | Rauno Aaltonen / Henry Liddon                     | Ford Escort 1850GT | 10 h 46 min        |
| 4          | Paddy Hopkirk / Tony Nash / Neville Johnston      | Triumph 2.5PI      | 12 h 26 min        |
| 5          | Timo Mäkinen / Gilbert Staepelaere                | Ford Escort 1850GT | 14 h 31 min        |
| 6          | Jimmy Greaves / Tony Fall                         | Ford Escort 1850GT | 19 h 31 min        |
| 7          | Patrick Vanson / Olivier Turcat / Alain Leprince  | Citroën DS 21      | 22 h 3 min         |
| 8          | Sobiesław Zasada / Marek Wachowski                | Ford Escort 1850GT | 23 h 59 min        |
| 9          | Reg Redgrave / Phil Cooper / Bob Freeborough      | Morris 1800        | 24 h 42 min        |
| 10         | Rosemary Smith / Alice Watson / Ginette Derolland | Austin Maxi        | 30 h 35 min        |

(NB : La Ford Escort 1850GT était un modèle spécialement préparé, équipé d’une version de 1850 cm3 du Moteur Kent Crossflow et améliorée avec diverses autres pièces provenant d’autres modèles Ford. Le vainqueur de la courte étape européenne fut René Trautmann sur DS 21; autre participant de renom : Tony Ambrose.)

## 2eorganisation: 1974

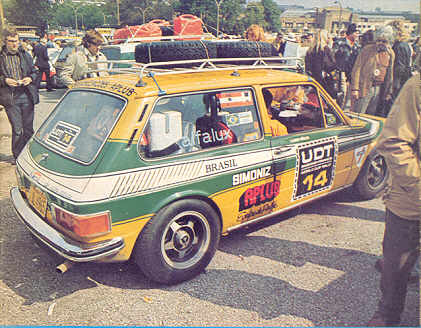
Édition 1974 : une Volkswagen Brasília.

Le Rallye de la Coupe du monde Londres-Sahara-Munich (ou Rallye de la coupe du monde UDT 1974) eut un parcours de 29 000 km à travers l'Europe et l'Afrique du Nord (13 pays traversés, le nombre de participants s'étant réduit du fait de la crise pétrolière de 1973, pour 19 arrivants dont 5 ayant accompli le parcours intégral, avec parfois des étapes de plus de 800 km). La traversée de quatre pays africains francophone déclencha un regain d'intérêt en France, avec pour conséquence cinq équipages et sept voitures de ce pays classés dans les dix premiers, mais moins d'engagements de renom de la part de pilotes européens occidentaux. Les vainqueurs furent néanmoins australiens (équipage privé).
| Classement | Pilote / copilote                                                                  | Voiture        | Temps de pénalités |
| ---------- | ---------------------------------------------------------------------------------- | -------------- | ------------------ |
| 1          | André Welinski / Ken Tubman / Jim Reddiex                                          | Citroën DS 23  | 15 h 27 min 30 s   |
| 2          | Christine Dacremont / Yveline Vanoni                                               | Peugeot 504    | 43 h 55 min 01 s   |
| 3          | Robert Neyret / Jacques Terramorsi                                                 | Peugeot 504    | 61 h 25 min 41 s   |
| 4          | Claudine Trautmann / Marie-Odile Desvignes                                         | Peugeot 504    | 78 h 35 min 41 s   |
| 5          | James Ingleby / Robert Smith                                                       | Jeep CJ-6      | 123 h 58 min 23 s  |
| 6          | Patrick Vanson (premier époux de Claudine Bouchet, déjà classé en 1970) / "Jacquy" | Citroën DS 23  | 212 h 40 min 47 s  |
| 7          | Eric Jackson / Bob Bean                                                            | Ford Escort    | 235 h 36 min 14 s  |
| 8          | Ali Sipahi / Asmi Avcioglu                                                         | Fiat Murat 124 | 245 h 20 min 25 s  |
| 9          | Basil Wadman / Michael Hillier / Chris Lentz                                       | Peugeot 504    | 245 h 55 min 26 s  |
| 10         | Claude Laurent / Jacques Marchè                                                    | Citroën GS     | 249 h 21 min 03 s  |

(NB : participants notables Stirling Moss et Shekhar Mehta ; Andrew Cowan termine 15e)

## 3eorganisation: 2012
Le Rallye de la Coupe du monde Londres-Le Cap (ou Rallye de la coupe du monde E.R.A. 2012) eut lieu du 1er au 29 janvier avec 49 équipages engagés. Il traversa 13 pays européens (4) et africains (9) pour une distance totale de 14 400 km. Il fut remporté par les britanniques Steve Blunt et Bob Duck sur Subaru Impreza, devant Andy Actman et Andy Elcom sur Toyota Hilux. Seuls pilotes français au départ : Pierre-Henri Mhul, Pierre-Yves Maisonneuve, Guy Chrisqui, et Jean-Louis Juchault.

## Sources
- L'Auto-Journal no 11, juin 1970, article Londres-Mexico - récit complet de la plus grande aventure automobile du siècle ;
- L'Auto-Journal no 10, juin 1974, article Londres-Sahara-Munich - le plus grand rallye-raid de notre temps ;
- Londres-Le Cap 2012 sur www.endurorally.com ;
- Londres-Le Cap 2012 (site officiel).